# Руч (сельское поселение)
Руч — административно-территориальная единица (административная территория село с подчинённой ему территорией) и муниципальное образование (сельское поселение с полным официальным наименованием муниципальное образование сельского поселения «Руч») в составе муниципального района Усть-Куломского в Республике Коми Российской Федерации.
Административный центр — село Руч.

## История
Статус и границы административной территории установлены Законом Республики Коми от 6 марта 2006 года № 13-РЗ «Об административно-территориальном устройстве Республики Коми».
Статус и границы сельского поселения установлены Законом Республики Коми от 5 марта 2005 года № 11-РЗ «О территориальной организации местного самоуправления в Республике Коми».
Законом Республики Коми от 28 апреля 2017 года № 39-РЗ были преобразованы, путём их объединения, сельские поселения и одноимённые сельские территории Руч и Аныб в сельское поселение и одноимённую административную территорию «Руч».

## Население
| 2010 | 2011 | 2012 | 2013 | 2014 | 2015 | 2016 |
| ---- | ---- | ---- | ---- | ---- | ---- | ---- |
| 767  | ↘764 | ↘753 | ↘745 | ↘726 | ↗735 | ↘723 |
| 2017 | 2018 | 2019 | 2020 | 2021 |      |      |
| ↘707 | ↗837 | ↘828 | ↘786 | ↘755 |      |      |

## Состав
Состав административной территории и сельского поселения:
| № | Населённый пункт | Тип населённого пункта       | Население |
| - | ---------------- | ---------------------------- | --------- |
| 1 | Аныб             | село, административный центр | 204       |
| 2 | Лунпока          | деревня                      | 0         |
| 3 | Малый Аныб       | деревня                      | 4         |
| 4 | Руч              | село, административный центр | #Н/Д      |